# خورخي بينيا خين
خورخي واشنطن بينياخين (بالإسبانية: Jorge Washington Peña Hen؛ 16 يناير 1928- 16 أكتوبر 1973) مؤلف موسيقي تشيلي وأكاديمي في جامعة تشيلي. قُتل في أعقاب الإنقلاب العسكري الذي قاده الجنرال أوغستو بينوشيه عام 1973.

## حياته
ولد خورخي واشنطن بينيا خين في العاصمة التشيلية سانتياغو عام 1928. والده هو الدكتور توماس بينيا فيرنانديث المدير الطبي وعضو البلدية والناشط الاجتماعي والزعيم السياسي، ومؤسس الحزب الاشتراكي في منطقة كوكيمبو شمال العاصمة سانتياغو، والذي كان وسيط السلام خلال المعركة البحرية والجوية الوحيدة التي وقعت في الميناء عام 1931 خلال التمرد العسكري لجنود البحرية التشيلية ضد حكومة نائب الرئيس مانويل تروكو.
كان خورخي الأكبر بين ثلاثة أشقاء. ومنذ سن مبكرة أظهر قدراته القيادية وموهبته كملحن ومبدع، حيث ألّفَ أول قطعة موسيقية له بعمر 14 عاماً. وفي التاسعة عشر من عمره واثناء دراسته في جامعة تشيلي برزت خصائصه كمنظم ومؤسس لمجلة سالتيريوم إلى جانب كلٍ من غوستافو بيثيرا ألفونسو كاستانييتو وسيرجيو كانوت دي بون وذلك لأثارة اهتمام طلاب الكونسرفاتوار الوطني بالفن التشيلي بشكل عام.
بعد تخرجه في عزف البيانو والفيولا، إلتحق بينيا خين بالكونسرفاتوار الوطني لدراسة التأليف الموسيقي وقيادة الأوركسترا على يد أشهر الأساتذة التشيليين. كما أصبح رئيس مركز الطلاب وقدم إصلاحات مهمة للموسيقى والفن.

## موسيقاه
في عام 1950 إنتقل خورخي بينيا خين برفق أسرته إلى لا سيرينا،  وأسَّس جمعية باخ في مدينة لم يكن فيها أي نشاطات ثقافية. وأسّس أوركسترا فيلهارموني وجوقة كورال ومجموعات لعزف موسيقى الحُجرة، فتحولت المدينة الشمالية إلى مركز موسيقي وثقافي هام. وأسّس الكونسرفاتوار الإقليمي للموسيقى والذي أصبح أول مؤسسة تابعة لجامعة تشيلي في المقاطعة.
ساهم بينيا خين بازدهار الثقافة والفنون في لا سيرينا وشمال تشيلي، من خلال الحفلات الموسيقية في المسارح والمدارس وحفلات جوقات الكورال في الهواء الطلق والجولات الموسيقية ومقطوعات عيد الميلاد، وعروض متعددة تشارك فيها المدينة بأكملها. كما قام بتطوير قسم الرقص والأداء المسرحي في الكونسرفاتوار الإقليمي.

## متعدد المواهب والقابليات
كان بينيا خين مؤلفاً وقائداً للاوركسترا ومؤسساً للعديد من المؤسسات الموسيقية والفنية. وكان أحد أهم مساهماته التي تعكس المحتوى الاجتماعي العالي إنشاء أول أوركسترا سيمفوني للأطفال في تشيلي وأمريكا اللاتينية وذلك في عام 1964، والتي ضمت في الغالب الأطفال الفقراء الذين كان يبحث عنهم في أكثر المدارس فقراً في لاسيرينا.
وأسس المدرسة التجريبية للموسيقى ("Experimental de Música "Jorge Peña Hen) مع ورشة لعزف الكمان، حيث يقوم الأطفال بإكمال مناهجهم الدراسية الموسيقية مع التركيز الشديد على التعليم والعزف الموسيقي والرقص والدراما الجسدية. حيث حققت هذه الأوركسترات والفِرَق نجاحاً في جولاتها الموسيقية عبر تشيلي والدول المجاورة.
في عام 1961 قام باستضافة أوركسترا أنتوفاغاستا للحجرة والتي أصبحت لاحقاً أوركسترا الفلهارموني.
وقد أكسبته قدرته كقائد أوركسترا محترف، العديد من الدعوات لقيادة الأوركسترا في تشيلي والأرجنتين.

## أسرته
تزوج خورخي بينيا خين من عازفة البيانو نيلاّ كاماردا، ورُزق بطفلين، ماريا فيدورا، وخوان كريستيان.

## أعماله
بدأ خورخي بينيا خين عمله كمؤلف موسيقي في مرحلة مبكرة من شبابه، فبعمر 21 سنة فاز بجائزة «كاوبوليكان» عن موسيقى فيلم "Río Abajo". وأَلَّفَ كونشرتو بيانو والأوركسترا، ورباعية، ومقطوعة للآت الوترية، والعديد من التوزيعات لكبار المؤلفين الموسيقيين، وللأطفال ألَّف سيمفونية وكورال وأناشيد الميلاد، وأوبرا سيندريلا La Cenicienta التي تم اختيارها وعرضها من قبل أوبرا لافينيس الإيطالية عام 2005 وشهدت عروضاً عالمية واسعة، وعرضت بشكل مستمر على مسرح جامعة تشيلي كجزء من مشروع فوندارت (الصندوق الوطني التشيلي لتنمية الثقافة والفنون) بمشاركة أطفال الكورس من مدارس العاصمة، وتمت إعادة التصميم من قبل ابنته ماريا فيدورا.
وعلى الفور يمكن الشعور بتنوع بينيا خين كمؤلف موسيقي، لكنه لم يكرّس كل وقته للتأليف الموسيقي بل فضّل تسخير جميع مواهبه لخدمة المجتمع، جاعلاً هدفه الرئيس الحفاظ على قداسة الفن والموسيقى، وإتاحة الفرصة لجميع الأطفال للتعرف على الموسيقى والاستمتاع بها والوصول من خلالها إلى عالم من الفرص المتساوية، فكان يقول:
```
«كل الأطفال لديهم القدرات والمواهب، عليك فقط أن تمنحهم الأدوات لتطويرها».
```

## الأعمال المُؤَلَّفَة
- (Chanson D'Automne) أغنية الخريف، أَلَّفَها للكورال والأوركسترا، وكونشرتو البيانو والأوركسترا على سُلَّم دو صغير، وكِلا العملين قام بينيا خين بتأليفهما وهو في السادسة عشر من عمره.
- Allegro و Andante للكمان وأوركسترا الأطفال.
- كونشرتو قصير للبيانو والأوركسترا للأطفال.
- أوبرا سندريلا (La Cenicienta) للأطفال.
- رباعي وتريات.
- خماسي وتريات.
- قطعتان لخماسي آلات هوائية.
- سوناتا للكمان والبيانو.
- تونادا للأوركسترا.
- موسيقى باليه لأغنية التتويج لصوت باريتون مع الأوركسترا.
- الغسق في مونتي باتريا.
- موسيقى أفلام (ريو آباخو) و (الأرض الغنية بالنترات).
- ثمان قطع موسيقية لأعياد الميلاد.
- قام بإعادة توزيع الكثير من الأعمال أوركسترالياً لتُعزَف من قبل العازفين الصغار لعل أشهرها «متجر الدمى» لبروسبيرو بيسكيرت.

## مقتله

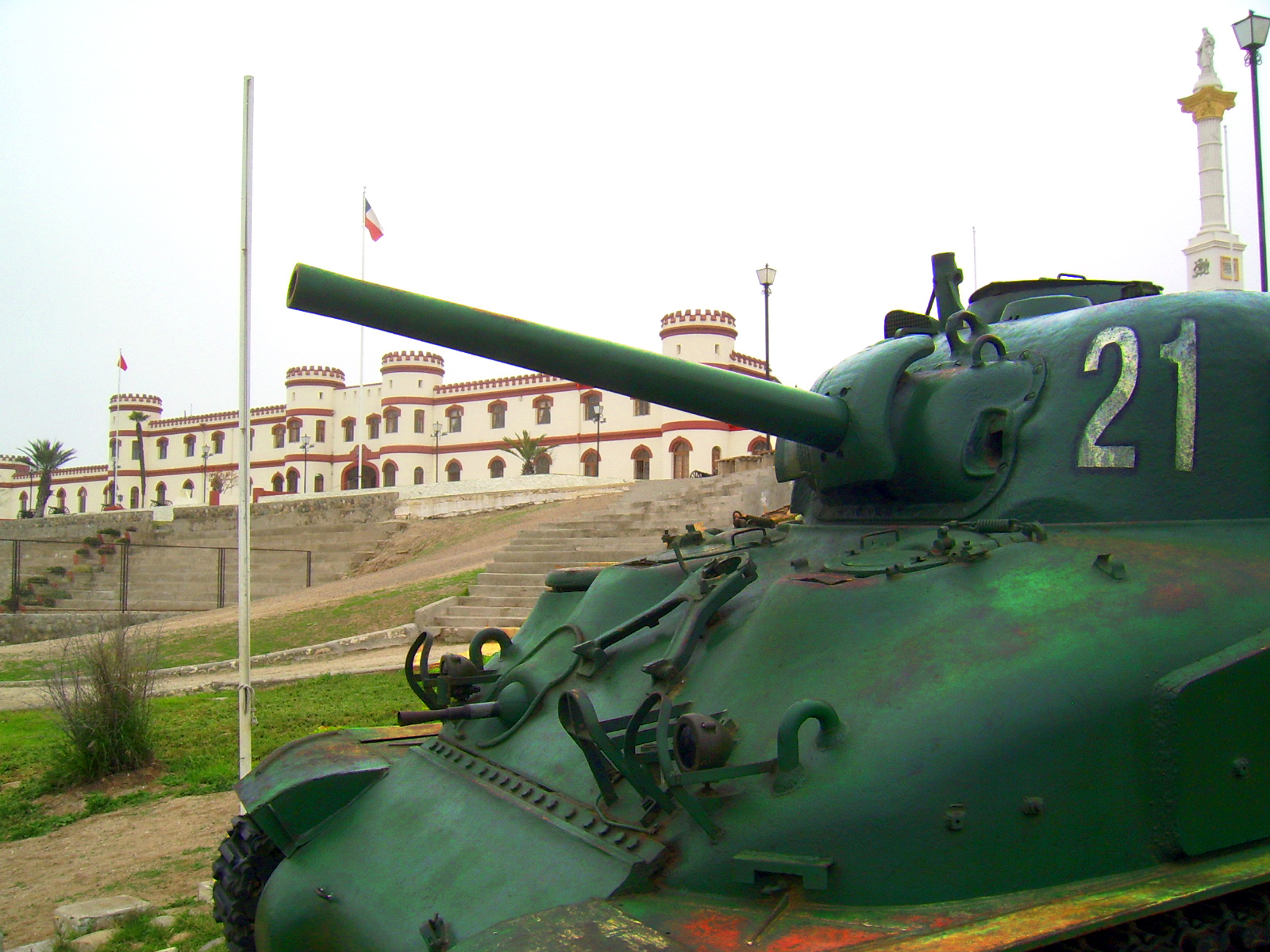
فوج أريكا في لا سيرينا حيث تم اعتقال بينيا خين وقتله.

في سبتمبر 1973، وبعد فترة قصيرة من الانقلاب العسكري الذي قاده الجنرال أوغستو بينوشيه، وفي موجة الاعتقالات التي طالت مختلف الطبقات الأكاديمية والمثقفة واليسارية، أُتهم خورخي بينيا خين بوضع أسلحة في حقائب كمان خاصة بالأطفال، فتم اعتقاله واحتُجز في سجن لاسيرينا بمعزل عن العالم الخارجي. ووجهت اليه تهم بتنظيم تدريبات شبه عسكرية مسلحة، وهي اتهامات شُجبت من قبل الاشخاص الذين عملوا معه.
فتم اعتقاله من قبل عناصر شرطة لاسيرينا ونقل إلى مركز الشرطة ومنها إلى سجن المدينة، وهو عبارة عن مكان محاط بسور حيث تمت زيارته هناك من قبل أفراد عائلته. 

وخلال أيام حبسه الانفرادي ألَّفَ لحناً على قطعة صغيرة من الورق كتبها بواسطة أعواد ثقاب محروقة، ثم أعطى والدته القلم الذي كتب به موسيقاه لإصلاحه والسماح له بالاستمرار في الكتابة معها حالما يصبح حراً من جديد.

في 16 أكتوبر 1973، وبعمر 45 عاماً وفي أوج قابلياته ومواهبه الفنية، وبحجة اكتمال الاستجواب النهائي لإطلاق سراحه لعدم ثبوت أي تهمة ضده، تم نقل بينيا خين عند الساعة 12:34 من سجن لاسيرينا بواسطة دورية عسكرية بقيادة الملازم مارسيلو مورين بريتو، إلى جانب المعتقلين السياسيين ماريو راميرز وماركوس بارانتيس، إلى فوج أريكا للمشاة في لاسيرينا، وهناك تعرض للتعذيب الشديد عدة ساعات ثم أُطلقت عليه النار في منطقة الرأس والذقن، وإطلاقات بالرشاشة الآلية على منطقة الظهر.
 ووفقاً لشهادة الوفاة في السجل المدني التشيلي، المسجل برقم 3632، سجل 52، الصادر في 11 ديسمبر 1988، تاريخ الوفاة 16 أكتوبر 1973، الوقت 16:00، مكان الوفاة: فوج أريكا للمشاة في لاسيرينا. «سبب الوفاة: جروح ناتجة عن اطلاقات بالرصاص في الوجه والقفص الصدري والجمجمة والحبل الشوكي، وتهشم وكسور في الاضلاع اليمنى واليسرى بواسطة الضرب بأداة مثلومة».
وكان سبب الوفاة: القتل.. حيث قُتل من قبل ضباط قافلة الموت وهي فرقة عسكرية ذات صلاحيات واسعة، خصوصاً وأنها مبعوثة من قبل أوغستو بينوشيه زعيم الانقلاب، وكانت هذه الفرقة تحت قيادة الجنرال سيرجيو آريلانو ستارك كنائبٍ للجنرال بينوشيه، ما يعني تمثيلاً كاملاً ومطلقاً لبينوشيه.

قُتل بينيا خين مع 14 شخصاً. وتم تسجيل إعدامه في تقرير صادر عن مركز القيادة العامة في صحيفة (إيل ديا) الصادرة في لاسيرينا في 17 اكتوبر 1973.
ظهرت مزاعم بان الفرقة العسكرية المنتشرة آنذاك كانت وهمية، وأن التهم كانت خاطئة، وأن تلك المحكمة العسكرية لم تكن حقيقية ولم يكن فيها أي تمثيل، وان الضحايا لم يُعدموا أو يُطلق عليهم النار بل تم ذبحهم، لذا تم رفض الاتهامات، ولم يتم تسليم الجثث إلى عوائلهم لدفنها.

في يونيو 1999، أمر القاضي جوزمان تابيا، بإلقاء القبض على خمسة ضباط متقاعدين بينهم جنرال، لمشاركتهم في حملات قافلة الموت. وفي مارس 2006 أمر القاضي فيكتور مونتيليو باعتقال 13 ضابطاً سابقاً في الجيش بسبب تهم القتل غير العمد الموجهة لهم لمشاركتهم في القضية المذكورة.

في 17 يوليو 2006، جردت المحكمة العليا في تشيلي الجنرال بينوشيه من منصبه كرئيس سابق، وذلك لمشاركته المزعومة في القضية.
أخيراً في 28 نوفمبر 2006، حاكم القاضي فيكتور مونيليو الديكتاتور السابق بينوشيه حول القضية، وحكم بإقامته الجبرية في منزله.
أما الشخص المسؤول عن قتل بينيا خين، وهو الجنرال سيرجيو آريانو ستارك فقد تخلص من السجن مدعياً الجنون.

## الإرث

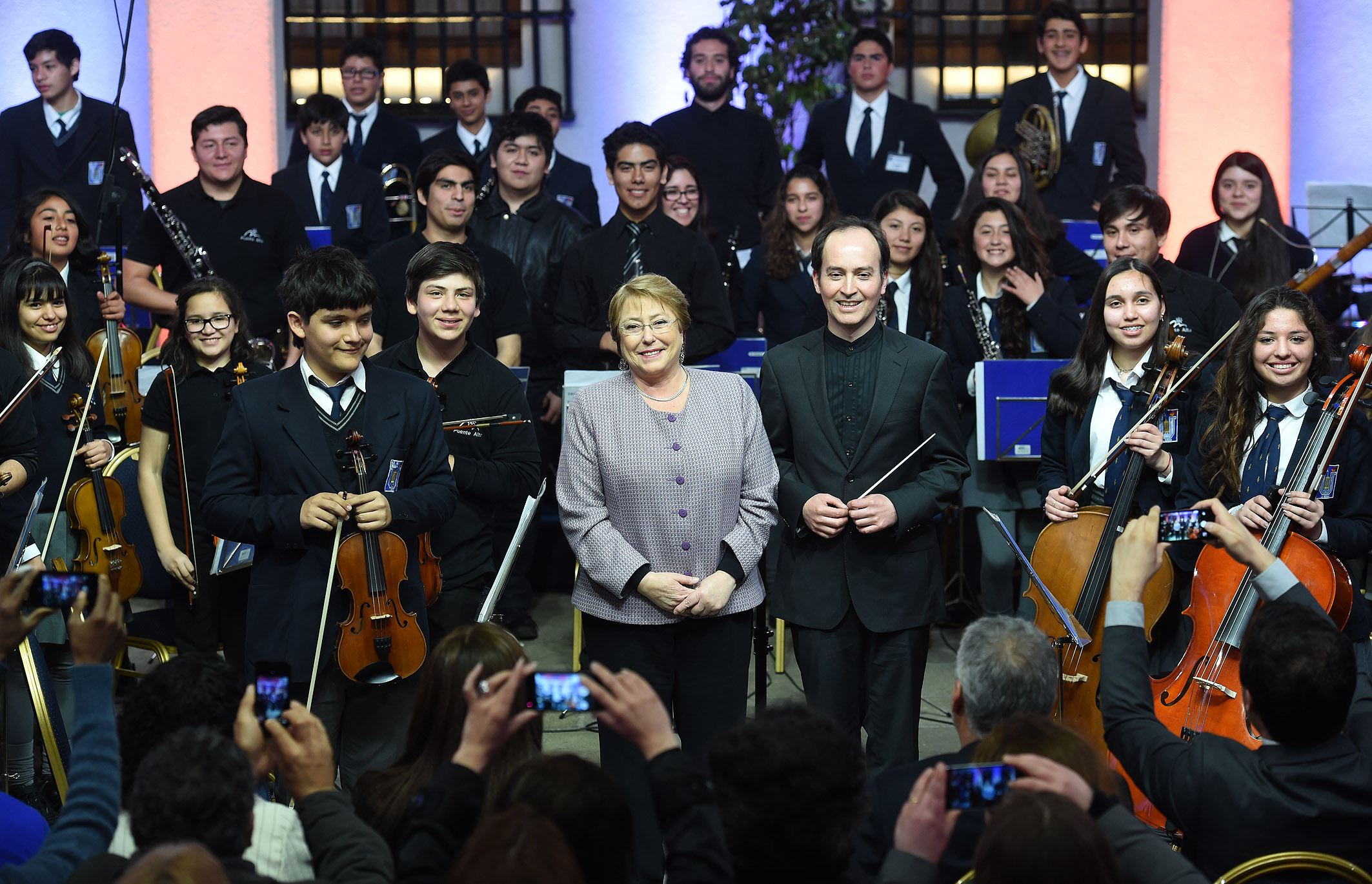
الرئيسة التشيلية ميشال باشليت تحضر حفلاً موسيقيا لأوركسترا هارموني الشباب في مدرسة خورخي بينيا خين في لاسيرينا 2015.

قاد مشروع بينيا خين الموسيقي التنموي إلى نمو وازدهار أوركسترات الأطفال والشباب في تشيلي وأمريكا اللاتينية، والتي سجلت في اليونسكو كمشروع لمحاربة واجتثاث الفقر. وخلال حكومة الرئيس ريكاردو لاغوس، شجعت السيدة الأولى لويزا دوران على تأسيس مؤسسة لأوركسترات الشباب والاطفال في تشيلي. (9) (10)
في لاسيرينا تمت تسمية اوركسترا المدينة باسم أوركسترا سيمفوني خورخي بينيا خين للشباب.

## وصلات خارجية
- وثائقي عن خورخي بينيا خين
- خورخي بينيا خين والحلم الذي كلفه حياته
- Cultural Domeyko.cl - Biografía adicional